# Hygrostola
Hygrostola is een geslacht van vlinders van de familie uilen (Noctuidae).

## Soorten
- H. homomunda Fletcher D. S., 1961
- H. robusta Hampson, 1894